# محوطه شهرکجور
محوطه شهرکجور مربوط به عصر آهن IوII است و در شهرستان نوشهر، بخش کجور، روستای کجور واقع شده و این اثر در تاریخ ۷ مرداد ۱۳۸۲ با شمارهٔ ثبت ۹۳۷۶ به‌عنوان یکی از آثار ملی ایران به ثبت رسیده است.